# General manager
Il general manager (traducibile dall'inglese come «amministratore generale») è una figura dirigenziale con la responsabilità globale su un'attività o un'organizzazione.
Il termine «general» si riferisce al fatto che mentre un manager è responsabile per una specifica area funzionale, il general manager è responsabile per tutte le aree. Sovente il general manager è una figura che ha responsabilità sia dal lato dei costi, sia da quello dei ricavi di una data compagnia (responsabilità del profitto e delle perdite), in alcuni casi oltre al normale ruolo di supervisore delle attività di marketing, di vendita e di quelle operative, può anche essere responsabile o coordinatore della pianificazione strategica.
A seconda dei casi il general manager di una compagnia può essere indicato con un diverso titolo formale: ad esempio presidente, amministratore delegato, direttore finanziario e direttore operativo in italiano e chief marketing officer, brand manager, category manager, managing partner, senior partner, managing director e così via in inglese. Nelle imprese non a scopo di lucro il general manager è solitamente individuato come executive director (direttore esecutivo).

## Igeneral managerdi specifici settori

### Ricettività
Negli alberghi più grandi il general manager è il dirigente responsabile della gestione della struttura ricettiva e ha come unico referente il consiglio di amministrazione o la proprietà. Le sue attività includono la selezione e gestione del personale dirigente e non, la programmazione e il controllo, la gestione finanziaria, la definizione degli obiettivi, la gestione del rinnovamento, la soluzione delle emergenze riguardanti staff o clienti e le relazioni esterne con i media, gli enti locali e le altre istituzioni.

### Squadre sportive
La figura del general manager nello sport è tipicamente statunitense ed è quindi legata soprattutto agli sport degli Stati Uniti d'America. Nelle squadre professionistiche il general manager è un dirigente che si occupa dell'acquisto dei giocatori, della negoziazione dei contratti, dei rinnovi e delle cessioni. In alcuni casi spetta al general manager anche la scelta dell'allenatore. Nelle leghe in cui esiste il tetto salariale una delle funzioni del general manager è gestire i contratti dei giocatori nel rispetto di questo tetto.
In Europa spesso si parla di manager anche nel calcio, riferendosi però in realtà a normali figure dirigenziali o di allenatore (in Inghilterra, ad esempio).
| Controllo di autorità | GND (DE) 4020486-8 |